# 1456
1456 (MCDLVI) fue un año bisiesto comenzado en jueves del calendario juliano.

## Acontecimientos
- En Roma (Italia), el papa Calixto III publica una bula que reconoce los derechos portugueses "usque ad Indos".
- 21 de julio: en Belgrado, Juan Hunyadi (líder militar húngaro) y Juan Capistrano ganan a los turcos la batalla de Belgrado.
- 5 de diciembre: Un terremoto de 7,4 sacude Nápoles dejando un saldo de 70.000 muertos.
- 24 de diciembre: en París (Francia), el poeta François Villon (25) comete un robo con fuerza en el colegio de Navarra, que le obliga a abandonar de nuevo la ciudad.

## Arte y literatura
- Paolo Ucello ―pintor italiano del Renacimiento― empieza a pintar en el palacio de los Médici los paneles de La Batalla de San Romano (que terminará en 1460), que hoy se encuentran dispersos.
- En Francia, el poeta François Villon (1431-1463) redacta su Petit testament o Le Lais.
- Petrus Christus viaja a Milán y contribuye a la difusión del arte flamenco en Italia y en Alemania.
- Andrea Mantegna pinta los frescos sobre la vida de Santiago y san Cristóbal para la capilla Ovetari de la Iglesia de Eremitani en Padua.

## Nacimientos
- Alonso Fernández de Lugo, militar español (f. 1525).
- Bernardino López de Carvajal y Sande, cardenal español (f. 1523).

## Fallecimientos
- Juan de Mena, escritor español (n. 1411).
- Alfonso de Cartagena, escritor, historiador, diplomático y humanista español (n. 1384).